# 1846

## Събития
- Класното училище в Копривщица.
- Основан е град Блумфонтейн, РЮА
- 15 януари – Издаден е романът на Фьодор Достоевски „Бедни хора“.
- 21 януари – Основан е историческият национален ежедневен вестник Дейли Нюз във Великобритания.
- 17 март – Състои се премиерата на операта Атила от Джузепе Верди в оперния театър „Ла Фениче“ във Венеция.
- 20 април – Излиза първият брой на първия български информационен и общообразователен вестник Български орел в Лайпциг.
- 25 април – Започва Мексиканско-американската война.
- 16 юни – Пий IX става римски папа. Понтификатът му продължава 32 г. и е най-дългият в историята на Римокатолическата църква.
- 18 юни – За първи път е издигнато Знамето на Калифорния в Сонома.
- 23 септември – Открита е планетата Нептун.
- 10 октомври – Открит е Тритон – най-големият естествен спътник на Нептун.

## Родени
- Вячеслав Плеве, руски политик
- Бутрос Гали, египетски политик
- Димитър Филов, български офицер
- Никола Иванов, български революционер († 1868 г.)
- Рудолф Рети, австрийски актьор
- Стефан Попов, български актьор и режисьор († 1920 г.)
- 5 януари – Рудолф Ойкен, германски философ († 1926 г.)
- 7 януари – Димитър Моллов, български лекар и политик
- 7 януари – Теодосий Скопски, български духовник и учен
- 12 януари – Гайтано де Бурбон, австрийски аристократ († 1871 г.)
- 30 януари – Франсис Брадли, британски философ († 1924 г.)
- 7 февруари – Владимир Маковски, руски художник († 1920 г.)
- 20 февруари – Титю Титков († 1920 г.), български търговец и политик, кмет на Ески Джумая / Търговище (1887)[1]
- 26 февруари – Бъфало Бил, американски шоумен
- 1 март – Киро Тушлеков, български патриот и книжовник
- 4 април – Лотреамон, френски поет
- 5 април – Таньо Стоянов, български революционер
- 19 април – Луис Хорхе Фонтана, аржентински топограф († 1920 г.)
- 20 април – Георги Икономов, български революционер
- 5 май – Хенрик Сенкевич, полски писател
- 8 май – Емил Гале, френски художник († 1904 г.)
- 18 май – Петер Карл Фаберже, руски бижутер
- 29 май – Алберт Апони, унгарски политик († 1933 г.)
- 17 юли – Николай Николаевич Миклухо-Маклай, руски етнограф и антрополог
- 24 юли – Елън Мария Стоун, американска мисионерка
- 27 юли – Георги Данчов, български художник († 1908 г.)
- 9 октомври – Юлиус Маги, швейцарски предприемач и индустриалец
- 20 октомври – Уилям Макгрегър, шотландски политик († 1919 г.)
- 21 октомври – Едмондо де Амичис, италиански писател († 1908 г.)

## Починали
- Георги Мамарчев, български революционер
- Иван Апостолов, български революционер
- 15 февруари – Ото Коцебу, руски мореплавател (* 1788 г.)
- 17 март – Фридрих Вилхелм Бесел, немски астроном (* 1784 г.)
- 24 април – Джироламо Крешентини, италиански певец
- 1 юни – Григорий XVI, римски папа (* 1765 г.)
- 25 юли – Луи Бонапарт, Крал на Холандия (* 1778 г.)
- 24 август – Иван Крузенщерн, руски мореплавател (* 1770 г.)
- 25 август – Джузепе Ачерби, италиански пътешественик (* 1773 г.)
- 19 ноември – Мария Михайловна, велика руска княгиня (* 1825 г.)
- 23 декември – Жан Батист Бори дьо Сен Венсан, френски учен

Вижте също:
- календара за тази година